# Asura hieroglyphica
Asura hieroglyphica är en fjärilsart som beskrevs av Rothschild 1913. Asura hieroglyphica ingår i släktet Asura och familjen björnspinnare. Inga underarter finns listade i Catalogue of Life.